# Incident bancaire
Pour plus de détails, voir Fiche technique et Distribution.
Incident bancaire (Händelse vid bank) est un court métrage d'action suédois écrit et  réalisé par Ruben Östlund et sorti en 2010.
Le film dépeint une séquence détaillée d'événements dans lesquels deux personnes effectuent un braquage de banque raté.

## Fiche technique
- Titre original : Händelse vid bank
- Titre français : Incident bancaire
- Titre international : Incident by a bank
- Réalisation : Ruben Östlund
- Scénario : Ruben Östlund
- Photographie : Marius Dybwad Brandrud
- Montage : Ruben Östlund
- Musique :
- Costumes : Pia Aleborg
- Direction artistique : Pia Aleborg
- Pays de production : Suède
- Langue originale : suédois
- Format : couleur
- Genre : Action
- Durée : 12 minutes
- Dates de sortie :
  - Suède : 30 janvier 2010 (Göteborg International Film Festival)

## Distribution
- Bahador Foladi : un braqueur
- Ramtin Parvaneh (sv) : un braqueur
- Leif Edlund : Security guard
- Rasmus Lindgren : un agent de sécurité
- Lars Melin : Man on his way to meeting
- Henrik Vikman : Man on his way to meeting
- Per Olof Albrektsson : un vieux passant
- Maria Blad :
- Alice Edvardsson :
- Mats Edvardsson :
- Ylva Gallon :
- Anna Harling :
- Maria Hedborg :
- Ida Hellström :
- Mona Lantz :
- Olle Lantz :
- Niklas Månsson :
- Mats Nahlin :
- Josefin Neldén :
- Bahar Pars :
- Ulf Rönnerstrand :
- Alexander Westerlund :
- Kjell Wilhelmsen :

## Production
Incident bancaire se déroule en une seule prise. Le point de départ est un événement réel dont le réalisateur et producteur de films a été témoin à l'extérieur du NK à Stockholm en 2006.
Le cinéaste explique que pour obtenir le plan-séquence, il tourne avec une caméra RED en résolution 4K, mais en n'utilisant qu'une partie de l'image, le zoom numérique ne se dégradant pas à la projection, permettant de faciliter le montage ou d'insérer d'autres prises. Il réutilisera cette technique pour Play.

## Réception
Le court métrage a remporté plusieurs prix, dont l'Ours d'or du meilleur court-métrage à la Berlinale 2010.
Jean-Pierre Rehm y voit « un spectacle, ici méticuleusement reconstruit, matière sans spectaculaire d'une pulsion d'observation cruelle dans sa prétendue "objectivité". » L'observation cynique des comportements humains est l'une des thématiques du cinéma d'Östlund.